# Carex medwedewii
Carex medwedewii är en halvgräsart som beskrevs av Leskov. Carex medwedewii ingår i släktet starrar, och familjen halvgräs. Inga underarter finns listade i Catalogue of Life.